# غار (المكلا)

تعديل مصدري - تعديل

غار هي إحدى قرى عزلة المكلا بمديرية المكلا التابعة لمحافظة حضرموت، بلغ تعداد سكانها 275 نسمة حسب تعداد اليمن لعام 2004.